# پایگاه هوایی باربر پوینت
پایگاه هوایی باربر پوینت (به انگلیسی: Naval Air Station Barbers Point) (به زبان بومی: John Rodgers Field) یک فرودگاه همگانی است که یک باند فرود آسفالت دارد و طول باند آن ۱۳۷۲ متر است. این فرودگاه در کشور ایالات متحده آمریکا قرار دارد و در ارتفاع ۹ متری از سطح دریا واقع شده‌است.